# Oranjepoot
De oranjepoot (Gongylidium rufipes) is een spin uit de familie van de hangmat- en dwergspinnen (Linyphiidae).
De soort kreeg, als Aranea rufipes, in 1758 een wetenschappelijke naam van Carl Linnaeus in de tiende editie van Systema naturae. 